# Ishikari
Ishikari (japanska: 石狩市?, Ishikari-shi) är en stad i Hokkaidō prefektur i Japan. Staden fick stadsrättigheter 1996.